# Cryptus eichwaldi
Cryptus eichwaldi är en stekelart som först beskrevs av Johann Heinrich Carl Kawall 1868.  Cryptus eichwaldi ingår i släktet Cryptus och familjen brokparasitsteklar. Inga underarter finns listade i Catalogue of Life.